# Esperidion Guanco
Esperidion Guanco (* 29. Dezember 1874 in Pototan; † 2. Mai 1925) war ein philippinischer Politiker.

## Biografie
Um 1900 gründete er zusammen mit Juan de Leon, Francisco Villanueva und Benito Lopez die in Iloilo erscheinende Tageszeitung El Tiempo. Hierzu kam es wegen der Eigentumsrechte 1927 zu einem Verfahren vor dem Obersten Gerichtshof der Philippinen.
Später war er zeitweise Mitglied der 1907 eingerichteten Philippinischen Versammlung (Philippine Assembly) und auch Vorsitzender des ersten Landwirtschaftskongresses. 1916 wurde er Mitglied des ersten durch das Philippine Autonomy Act (Jones Law) geschaffenen Senats der Philippinen und vertrat dort bis 1925 den damaligen 8. Senatswahlbezirk, der die Provinzen Negros Occidental, Negros Oriental, Antique und Palawan umfasste. Im Senat war er unter anderem Mitglied des Bankenausschusses. Während dieser Zeit war er zwischen 1919 und 1922 auch der erste Präsident des Senats Pro tempore und damit Vertreter des Senatspräsidenten Manuel Quezon bei dessen Abwesenheit oder Erkrankung.
1921 wurde er Vizepräsident der Philippine Sugar Centrals Agency, einer Sonderabteilung der Philippine National Bank zur Überwachung der sechs großen Zuckerrohrplantagen Isabela, Ma-ao, Bacolod, Talisay, Pasudeco und Binalbagan.
1922 gehörte er neben anderen namhaften Politikern wie Emilio Aguinaldo, Manuel Quezon, Manuel Roxas, Gil Montilla und Vicente Jimenez Yanson zu den Schirmherren der Kusug Sang Imol (KSI), einer von dem Verleger Felix Severino gegründeten Gesellschaft zur finanziellen Unterstützung von ärmeren Zuckerrohrpflanzern, deren Witwen sowie bei Unglücksfällen und Katastrophen, die aber auch starke politische Interessen und Lobbyismus betrieb.
Ihm zu Ehren wurde 1927 die Senator Esperidion Guanco Bridge in Hinigaran in der Provinz Negros Occidental gebaut.